# Aglaia agglomerata
Aglaia agglomerata är en tvåhjärtbladig växtart som beskrevs av Merrill & Perry. Aglaia agglomerata ingår i släktet Aglaia och familjen Meliaceae. Inga underarter finns listade i Catalogue of Life.